# Escut de Sunyer
L'escut oficial de Sunyer aprovat el 14 d'abril del 2005 i publicat al DOGC el 5 de maig del mateix any. Fou esmenat al DOGC del 4 de novembre del 2008, amb l'afegitó de l'«iris de sinople».
Té el següent blasonament: escut caironat: de sinople, dos ulls d'argent amb l'iris de sinople i la pupil·la de sable. Per timbre, una corona mural de poble. Els dos ulls són el senyal tradicional de Sunyer, d'origen desconegut, amb el camper de sinople simbolitzant els camps de conreu que envolten el poble.
Existeix una llegenda medieval que ens parla de Sunyer al llibre de Joan Amades, Folklore de Catalunya. La llegenda relata que els veïns d'Aitona tenien molta afició a criar galls, i a la població n'hi havia uns quants milers. Quan els moros envaïren Catalunya, d'amagat varen concentrar un gros exèrcit a Soses amb el propòsit de destruir l'exèrcit cristià, que dormia a Sunyer. Déu volgué ajudar els cristians i feu cantar alhora tots els galls d'Aitona i van fer un soroll tan fort, que despertaren els cristians, que interpretaren el cas com un avís celestial, i van poder destruir a l'exèrcit moro. És per l'exèrcit cristià que dormia a Sunyer que l'escut té uns ulls que simbolitzen la son.